# Capella hospitalis

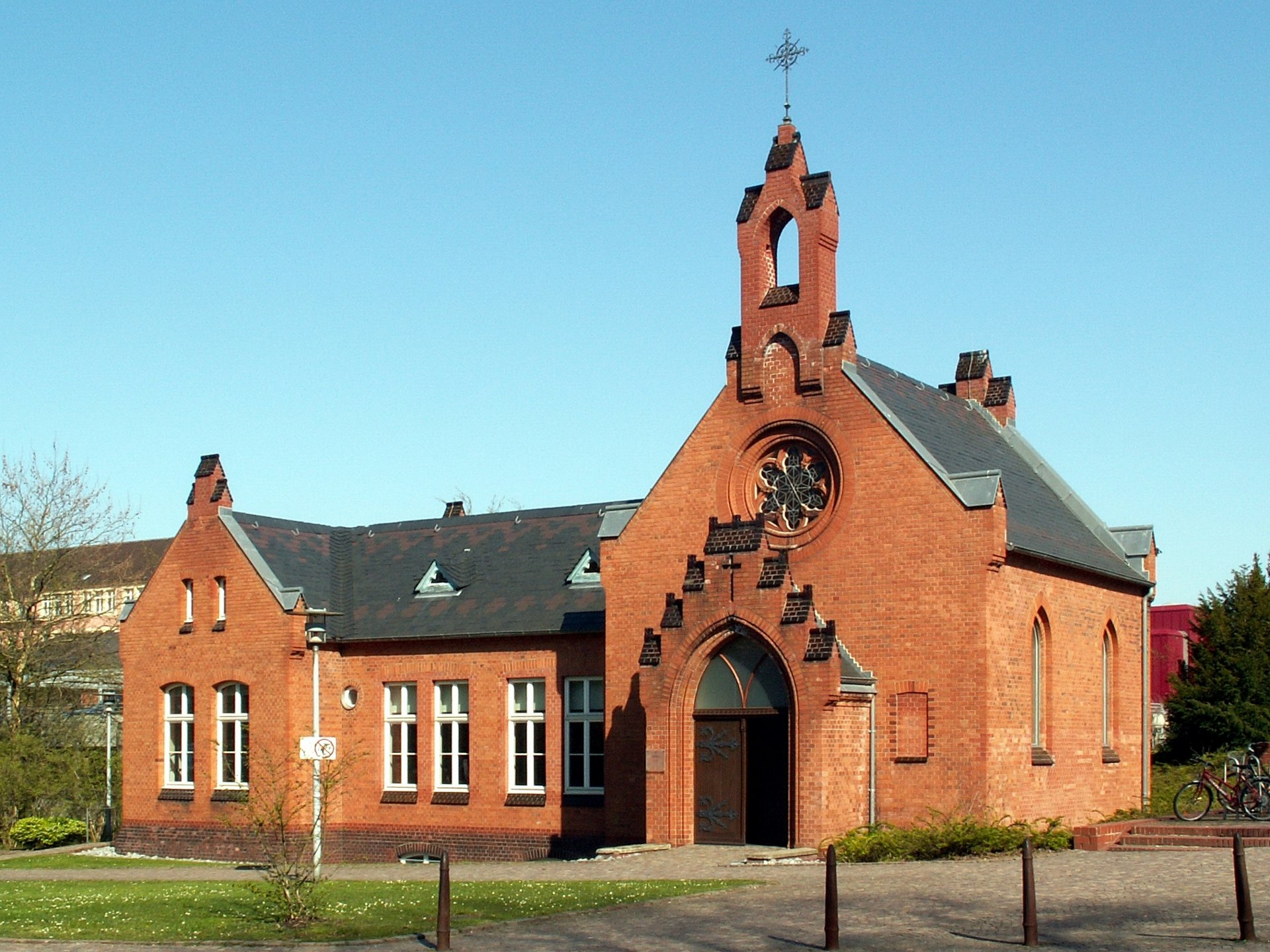
Ansicht von Südwesten

Die Capella hospitalis ist die ehemalige Krankenhauskapelle des Klinikums Mitte im Bielefelder Stadtbezirk Mitte. Sie wurde 1899 erbaut und 2002 restauriert, der Innenraum wurde 2003 zu einem Raum der Stille umgestaltet.

## Geschichte
Die Kapelle wurde vom Danziger Baurat Böttger (oder Böttcher) im neugotischen Stil errichtet und 1899, gleichzeitig mit dem ursprünglichen Krankenhausgebäude, eröffnet.
Zunächst wurde die Kapelle zur Einsegnung und Aussegnung genutzt, zeitweise auch für Taufen. Ab 1949 befanden sich Teile des Instituts für Pathologie in der Kapelle, 1986 wurde das Gebäude unter Denkmalschutz gestellt.
Nach dem Ende der Nutzung 1990 stand die Kapelle leer und drohte zu verfallen. Ein 1999 gegründeter Verein finanzierte aus Spendengeldern die Restaurierung, die von 2002 bis 2003 durchgeführt wurde.
Die Künstlerin Elisabeth Masé gestaltete den Innenraum 2003 als Raum der Stille. Außerdem finden in der Kapelle Kunstausstellungen, Konzerte und Vorträge statt und sie dient als Tagungsstätte.